# Démote
Le démote est un citoyen athénien membre d'une circonscription administrative de base instaurée dans l'Athènes du Ve siècle av. J.-C.
Avec les réformes de Clisthène chaque assemblée de démotes détenait le pouvoir exécutif suprême dans son propre dème, leurs principales fonctions semblent être l'élection du démarque et la nomination des magistrats résidents dans le dème et candidats pour des charges électives attribuées par l'Ecclésia, c'est-à-dire l'assemblée de tous les citoyens de l'Attique. Cependant les attributs précis de cette assemblée ne sont pas clairement établis à ce jour.
Dans l'organisation moderne des républiques contemporaines, cette assemblée serait donc peu ou prou assimilable à la mairie, bien que l'exercice du pouvoir soit plus collégial dans l'organe directeur du dème.